# Bodó Sándor (néprajzkutató)
Bodó Sándor (Mátészalka, 1943. október 4. – Veszprém, 2021. július 14.), etnográfus, muzeológus, egyetemi docens, a Budapesti Történeti Múzeum tiszteletbeli főigazgatója.

## Életpályája
1943. október 4-én született Mátészalkán. Középiskoláit Sárospatakon végezte, sok időt eltöltve a Református Kollégium nagykönyvtárában, majd a debreceni Kossuth Lajos Tudományegyetemen tanult történelem-néprajz szakon, ekkor már publikált. A szolnoki Damjanich János Múzeumban eltöltött év után a miskolci Herman Ottó Múzeumban bontakozott ki, ahol muzeológusként, majd 1973-tól megyei múzeumigazgató-helyettesként dolgozott.
1973–74-ben irányításával készült el a múzeum új, Ember és munka című technikatörténeti szempontú állandó kiállítása, számos múzeumi kiadványt szerkesztett. Közben nem hagyott fel etnográfiai terepmunkájával a hazai és határon túli magyarlakta területeken. 1975-ben A bodrogközi pásztorkodás címmel írta meg doktori disszertációját. 1979-től a Heves megyei múzeumigazgatói posztot töltötte be, ahol rendkívül zavaros személyi-intézményi helyzeten sikerült úrrá lennie. Egyik legfontosabb eredménye az egri vár műemléki helyreállításának elősegítése és kiállításainak megújítása volt. Megerősítette a múzeum személyi állományát, megsokszorozta a kiadványok számát, befejezte a négykötetes palóc monográfia kiadását, s megerősítette intézménye külföldi kapcsolatait. Nyolc évig az egri Városszépítő Egyesület elnökének is megválasztották.
1989. április 1-től 1995. december 31-ig dolgozott a Művelődési és Közoktatási Minisztériumban. A múzeumi osztály vezetésére hívták oda, de 1990 augusztusától a közgyűjteményi főosztály vezetőjének nevezték ki.
1996-ban a Budapesti Történeti Múzeum főigazgatójává nevezték ki. Főigazgatása alatt nyílt meg a magyar honfoglalás 1100. évfordulójára készült jelentős tárlat, 2000-ben pedig a budavári királyi palota történetéről szervezett nagy időszaki kiállítás. Kiemelkedő kiállításai között említhetjük még A főváros 1000 éves története címmel létrejött új várostörténeti állandó tárlatot, valamint a királyi palota újkori történetét bemutató másik állandó kiállítást (2013).
Bodó Sándornak döntő szerepe volt a BTM külföldi kapcsolatainak kiépítésében is. 1983-ban kezdődött egyetemi oktatói pályája az Egri Tanárképző Főiskolán, tanított a Miskolci Egyetem Bölcsészettudományi Karán, jelenleg pedig az ELTE BTK muzeológus szakán, valamint részt vállalt a Budapesti Műszaki és Gazdaságtudományi Egyetem műemléki szakmérnöki képzésében is.
1990–1999 között az MTA Néprajzi Bizottságának volt titkára, 1996 óta a Győrffy István Néprajzi Egyesület elnöke, 1998-tól 2003-ig a Pulszky Társaság – Magyar Múzeumi Egyesület alelnökeként tevékenykedett, ezen időszakban került sor a Múzsák kertje. A magyar múzeumok születése című nagyszabású kiállításra 2002-ben az Országos Széchényi Könyvtárban, s Bodó Sándor és Viga Gyula főszerkesztésében ugyanebben az évben jelent meg a Magyar múzeumi arcképcsarnok c. kötet is.

## Díjai, elismerései
- 1975: Móra Ferenc-emlékérem
- 2012: A Magyar Érdemrend parancsnoki keresztje
- 2014: Pulszky Ferenc-díj (Pulszky Társaság – Magyar Múzeumi Egyesület)

## Művei
- A magyar paraszti termelés igaerejének története; KLTE, Debrecen 1990 (Studia folkloristica et ethnographica)
- A Bodrogköz állattartása; HOM, Miskolc, 1992 (Borsodi kismonográfiák)